# Eliminatórias da Copa do Mundo FIFA de 2014 - Europa (Grupo G)
O Grupo G das eliminatórias da Europa para a Copa do Mundo FIFA de 2014 foi formado por Grécia, Eslováquia, Bósnia e Herzegovina, Lituânia, Letônia e Liechtenstein.
O vencedor do grupo qualificou-se automaticamente para a Copa do Mundo de 2014. Além dos demais oito vencedores de grupos, os oito melhores segundos colocados avançaram para a segunda fase, disputada no sistema de play-offs.

## Classificação
| Pos | Equipe               | Pts | J  | V | E | D | GP | GC | SG  | Classificado                              |  | BIH | GRE | SVK | LTU | LVA | LIE |
| --- | -------------------- | --- | -- | - | - | - | -- | -- | --- | ----------------------------------------- |  | --- | --- | --- | --- | --- | --- |
| 1   | Bósnia e Herzegovina | 25  | 10 | 8 | 1 | 1 | 30 | 6  | +24 | qualificadas para a Copa do Mundo de 2014 |  | —   | 3–1 | 0–1 | 3–0 | 4–1 | 4–1 |
| 2   | Grécia               | 25  | 10 | 8 | 1 | 1 | 12 | 4  | +8  | qualificadas para a segunda fase          |  | 0–0 | —   | 1–0 | 2–0 | 1–0 | 2–0 |
| 3   | Eslováquia           | 13  | 10 | 3 | 4 | 3 | 11 | 10 | +1  | Eliminado                                 |  | 1–2 | 0–1 | —   | 1–1 | 2–1 | 2–0 |
| 4   | Lituânia             | 11  | 10 | 3 | 2 | 5 | 9  | 11 | −2  | Eliminado                                 |  | 0–1 | 0–1 | 1–1 | —   | 2–0 | 2–0 |
| 5   | Letónia              | 8   | 10 | 2 | 2 | 6 | 10 | 20 | −10 | Eliminado                                 |  | 0–5 | 1–2 | 2–2 | 2–1 | —   | 2–0 |
| 6   | Liechtenstein        | 2   | 10 | 0 | 2 | 8 | 4  | 25 | −21 | Eliminado                                 |  | 1–8 | 0–1 | 1–1 | 0–2 | 1–1 | —   |

## Resultados
| 7 de setembro de 2012 | Liechtenstein | 1 – 8     | Bósnia e Herzegovina                                              | Rheinpark Stadion, Vaduz               |
| 19:00 (UTC+2)         | Christen 60'  | Relatório | Misimović 26', 31' · Ibišević 33', 39', 82' · Džeko 46', 64', 80' | Público: 5 900 Árbitro: MLT Marco Borg |

| 7 de setembro de 2012 | Lituânia     | 1 – 1     | Eslováquia | Estádio LFF, Vilnius                          |
| 21:15 (UTC+3)         | Žaliūkas 18' | Relatório | Sapara 41' | Público: 4 000 Árbitro: ESP Carlos Clos Gómez |

| 7 de setembro de 2012 | Letónia         | 1 – 2     | Grécia                      | Estádio Skonto, Riga                   |
| 21:30 (UTC+3)         | Cauņa 41' (pen) | Relatório | Spiropoulos 57' · Gekas 69' | Público: 7 956 Árbitro: CRO Ivan Bebek |

| 11 de setembro de 2012 | Bósnia e Herzegovina                          | 4 – 1     | Letónia   | Bilino Polje, Zenica                       |
| 20:00 (UTC+2)          | Misimović 12', 54' · Pjanić 44' · Džeko 90+2' | Relatório | Gorkšs 5' | Público: 11 900 Árbitro: GER Deniz Aytekin |

| 11 de setembro de 2012 | Eslováquia               | 2 – 0     | Liechtenstein | Štadión Pasienky, Bratislava            |
| 20:15 (UTC+2)          | Sapara 37' · Jakubko 79' | Relatório |               | Público: 4 326 Árbitro: WAL Simon Evans |

| 11 de setembro de 2012 | Grécia                    | 2 – 0     | Lituânia | Estádio Karaiskákis, Pireu                 |
| 21:45 (UTC+3)          | Ninis 55' · Mitroglou 72' | Relatório |          | Público: 21 466 Árbitro: NIR Mark Courtney |

| 12 de outubro de 2012 | Liechtenstein | 0 – 2     | Lituânia            | Rheinpark Stadion, Vaduz                  |
| 19:30 (UTC+2)         |               | Relatório | Česnauskis 50', 74' | Público: 1 112 Árbitro: SVN Slavko Vinčić |

| 12 de outubro de 2012 | Eslováquia                  | 2 – 1     | Letónia                | Štadión Pasienky, Bratislava               |
| 20:15 (UTC+2)         | Hamšík 5' (pen) · Sapara 9' | Relatório | Verpakovskis 84' (pen) | Público: 4 012 Árbitro: NED Danny Makkelie |

| 12 de outubro de 2012 | Grécia | 0 – 0     | Bósnia e Herzegovina | Estádio Karaiskákis, Pireu                  |
| 21:45 (UTC+3)         |        | Relatório |                      | Público: 26 211 Árbitro: ITA Antonio Damato |

| 16 de outubro de 2012 | Letónia                  | 2 – 0     | Liechtenstein | Estádio Skonto, Riga                      |
| 20:00 (UTC+3)         | Kamešs 29' · Gauračs 77' | Relatório |               | Público: 3 500 Árbitro: ROU István Kovács |

| 16 de outubro de 2012 | Bósnia e Herzegovina                  | 3 – 0     | Lituânia | Bilino Polje, Zenica                          |
| 20:00 (UTC+2)         | Ibišević 29' · Džeko 35' · Pjanić 41' | Relatório |          | Público: 11 920 Árbitro: CZE Miroslav Zelinka |

| 16 de outubro de 2012 | Eslováquia | 0 – 1     | Grécia          | Štadión Pasienky, Bratislava               |
| 20:30 (UTC+2)         |            | Relatório | Salpingidis 63' | Público: 7 494 Árbitro: SCO William Collum |

| 22 de março de 2013 | Liechtenstein | 1 – 1     | Letónia   | Rheinpark Stadion, Vaduz                 |
| 19:30 (UTC+1)       | Polverino 17' | Relatório | Cauņa 30' | Público: 1 150 Árbitro: SCO Kevin Clancy |

| 22 de março de 2013 | Eslováquia  | 1 – 1     | Lituânia   | Štadión pod Dubňom, Žilina                 |
| 20:10 (UTC+1)       | Jakubko 40' | Relatório | Šernas 19' | Público: 4 560 Árbitro: ENG Michael Oliver |

| 22 de março de 2013 | Bósnia e Herzegovina          | 3 – 1     | Grécia      | Bilino Polje, Zenica                       |
| 20:45 (UTC+1)       | Džeko 29', 53' · Ibišević 36' | Relatório | Gekas 90+3' | Público: 11 100 Árbitro: NED Björn Kuipers |

| 7 de junho de 2013 | Letónia | 0 – 5     | Bósnia e Herzegovina                                               | Estádio Skonto, Riga                     |
| 19:30 (UTC+3)      |         | Relatório | Lulić 48' · Ibišević 53' · Medunjanin 63' · Pjanić 80' · Džeko 82' | Público: 7 700 Árbitro: ENG Michael Dean |

| 7 de junho de 2013 | Liechtenstein | 1 – 1     | Eslováquia | Rheinpark Stadion, Vaduz                         |
| 20:00 (UTC+2)      | Büchel 13'    | Relatório | Ďurica 73' | Público: 1 623 Árbitro: SWE Martin Strömbergssom |

| 7 de junho de 2013 | Lituânia | 0 – 1     | Grécia                 | Estádio LFF, Vilnius                             |
| 21:45 (UTC+3)      |          | Relatório | Christodoulopoulos 20' | Público: 4 500 Árbitro: POR Olegário Benquerença |

| 6 de setembro de 2013 | Letónia                    | 2 – 1     | Lituânia         | Estádio Skonto, Riga                             |
| 21:10 (UTC+3)         | Bulvītis 20' · Zjuzins 42' | Relatório | Matulevičius 44' | Público: 7 306 Árbitro: BEL Sébastien Delferiere |

| 6 de setembro de 2013 | Bósnia e Herzegovina | 0 – 1     | Eslováquia   | Bilino Polje, Zenica                        |
| 20:15 (UTC+2)         |                      | Relatório | Pečovský 77' | Público: 11 620 Árbitro: ITA Nicola Rizzoli |

| 6 de setembro de 2013 | Liechtenstein | 0 – 1     | Grécia        | Rheinpark Stadion, Vaduz                      |
| 20:45 (UTC+2)         |               | Relatório | Mitroglou 72' | Público: 2 680 Árbitro: BUL Stanislav Todorov |

| 10 de setembro de 2013 | Lituânia                         | 2 – 0     | Liechtenstein | ARVI Football Arena, Marijampolė           |
| 18:30 (UTC+3)          | Matulevičius 18' · Kijanskas 40' | Relatório |               | Público: 1 955 Árbitro: GEO Lasha Silagava |

| 10 de setembro de 2013 | Eslováquia | 1 – 2     | Bósnia e Herzegovina        | Štadión pod Dubňom, Žilina                           |
| 20:15 (UTC+2)          | Hamšík 43' | Relatório | Bičakčić 70' · Hajrović 78' | Público: 9 438 Árbitro: ESP David Fernández Borbalán |

| 10 de setembro de 2013 | Grécia          | 1 – 0     | Letónia | Estádio Karaiskákis, Pireu                      |
| 21:45 (UTC+3)          | Salpingidis 58' | Relatório |         | Público: 18 983 Árbitro: ISL Kristinn Jakobsson |

| 11 de outubro de 2013 | Lituânia                    | 2 – 0     | Letónia | Estádio LFF, Vilnius                      |
| 18:30 (UTC+3)         | Černych 7' · Mikoliūnas 68' | Relatório |         | Público: 2 900 Árbitro: FRO Petur Reinert |

| 11 de outubro de 2013 | Bósnia e Herzegovina                          | 4 – 1     | Liechtenstein | Bilino Polje, Zenica                          |
| 20:00 (UTC+2)         | Džeko 27', 39' · Misimović 34' · Ibišević 38' | Relatório | Hasler 61'    | Público: 11 200 Árbitro: NED Richard Liesveld |

| 11 de outubro de 2013 | Grécia            | 1 – 0     | Eslováquia | Estádio Karaiskákis, Pireu                 |
| 21:45 (UTC+3)         | Škrtel 44' (g.c.) | Relatório |            | Público: 21 067 Árbitro: GER Deniz Aytekin |

| 15 de outubro de 2013 | Grécia                          | 2 – 0     | Liechtenstein | Estádio Karaiskákis, Pireu                 |
| 20:00 (UTC+3)         | Salpingidis 7' · Karagounis 81' | Relatório |               | Público: 18 676 Árbitro: CZE Libor Kovařík |

| 15 de outubro de 2013 | Lituânia | 0 – 1     | Bósnia e Herzegovina | Estádio Darius e Girėnas, Kaunas         |
| 20:00 (UTC+3)         |          | Relatório | Ibišević 68'         | Público: 6 239 Árbitro: GER Felix Zwayer |

| 15 de outubro de 2013 | Letónia                 | 2 – 2     | Eslováquia              | Estádio Skonto, Riga                          |
| 21:10 (UTC+3)         | Šabala 47' · Rode 90+2' | Relatório | Jakubko 9' · Saláta 16' | Público: 3 813 Árbitro: UKR Yevhen Aranovskiy |